# Héctor Guerrero Delgado
Héctor Guerrero Delgado, detto Tarzan (Chihuahua, 24 novembre 1926 – Chihuahua, 20 luglio 1986), è stato un cestista messicano.